# 庄巧生
庄巧生（1916年8月5日—2022年5月8日），男，福州闽侯县人，中国遗传育种学家。

## 生平
庄巧生出生于福建省福州市闽侯县南屿镇五都村。4岁时全家迁居荷属苏门答腊，1924年迁回福州城，一家四口靠父亲教书的微薄薪酬度日。11岁时母亲去世。1934年1月，从福州私立三民中学毕业，因家境贫寒无力升学，同年6月考入福建省建设厅汽车修理培训班；8月，获省教厅奖学金。次年1月考入金陵大学农学院。1939年2月毕业，获学士学位。毕业后到中央农业实验所贵州工作站任技佐，一年后任金陵大学农艺系助教。之后历任湖北省农业改进所技师兼鄂北农场场长，四川万县万能林场技术员，中央农业实验所技士，其间于1945年5月至1946年7月在美进修。1946年10月，任中央农业实验所北平农事试验场技正兼麦作研究室主任。1949年2月起，历任华北农业科学研究所技正、副研究员、研究员兼麦作室主任。1957年8月，任中国农业科学院作物育种栽培研究所研究员，并先后兼稻麦室、遗传育种室、育种室、冬麦室副主任或主任。1971年3月，任北京市农科院作物所研究员。1978年5月，任中国农业科学院作物育种栽培研究所研究员，其中1978年11月一1987年6月兼任副所长。1991年当选为中国科学院生物学部委员（院士）。
2022年5月8日于北京病逝，享年105岁。